# Heereslogistiktruppen (Bundeswehr)
Die Heereslogistiktruppen sind eine Truppengattung der Einsatzunterstützung des Deutschen Heeres. Ihre Hauptaufgaben sind der Nachschub (Materialbewirtschaftung mit Material-Lagerhaltung, -Umschlag und -Zu-/-Abführung), die Instandhaltung der technischen Ausrüstung (Materialerhalt) sowie der Materialtransport im Heer im engen Zusammenspiel mit der Logistiktruppe der Streitkräftebasis.

## Auftrag
Aufträge der deutschen Logistiktruppe sind vor allem die Versorgung der Truppen des Heeres, im militärischen Sprachgebrauch „Nachschub“ und die Instandsetzung der Geräte, Fahrzeuge und Waffen des Heeres. Die Heereslogistiktruppen sichern damit die Einsatzbereitschaft und Kampfkraft des Heeres. Kräfte der anderen Teilstreitkräfte und militärischen Organisationsbereiche können bei Bedarf unterstützt werden.
Die Instandsetzungstruppe trägt dafür Verantwortung, dass das hochwertige Material des Heeres möglichst lange verwendet werden kann. Direkt bei den Truppenteilen ist die Instandsetzungstruppe mitverantwortlich für die Wartung und Instandsetzung auf niedriger Materialerhaltungsstufe, allgemein für die Einsatzfähigkeit aller militärischen Ausrüstung. Logistikbataillone sind zentral mit der Instandsetzung auf höherer Materialerhaltungsebene beauftragt. Die ehemals ausgeplanten Heeresinstandsetzungswerke für kompliziertere Instandsetzungsarbeiten sind aufgelöst und ihre Fähigkeiten zählen nicht mehr zum Fähigkeitsprofil des Heeres. Darüber hinaus gewährleistet die Instandsetzungstruppe im Verteidigungsfall und auf Übungen die Feldinstandsetzung des gesamten Materials des Heeres mit Waffen, Flugkörpern und Fahrzeugen und versetzt es in einen feldbrauchbaren Zustand. Darüber hinaus ist die Ergänzung von Ersatzteilen und Versorgungsmaterialien sicherzustellen. Im Einsatzfall ist die Instandsetzungstruppe befähigt, ausgefallenes Großgerät auf dem Gefechtsfeld zu bergen und in dafür vorgesehenen mobilen oder ortsfesten Einrichtungen wieder einsatzfähig zu machen. Zum Führungspersonal der Instandsetzungstruppe zählen häufig Ingenieure, Kfz-Meister und weitere technisch ausgebildete Soldaten. Zu beachten ist, dass insbesondere die Heeresfliegertruppe über eigene Instandsetzungseinheiten für ihr Großgerät verfügt.
Die Nachschubtruppe ist zuständig für Bereitstellung, Verwaltung, Ausgabe und Transport der von der Truppe benötigten Versorgungsgüter wie Waffen, Fahrzeugen und Gerät, Munition, Betriebsstoffen und Ersatzteilen sowie Verpflegung. (der Sanitätsdienst der Bundeswehr verfügt aber über eigene Nachschubdienste zur Versorgung mit medizinischen Gütern.) Die Nachschubtruppe bildet Versorgungsketten, die von der Streitkräftebasis, die die Grundleistung der Versorgung im Frieden sicherstellt, über die Großverbände des Heeres bis direkt in die Versorgungsteileinheiten reichen. Die Umschlagpunkte und Depots (für Munition, für Mobilmachungstruppenteile und für anderes Gerät – nicht aber für Sanitätsmaterial) werden, wenn sie im Bereich des Heeres angesiedelt sind und nicht zur Streitkräftebasis zählen, maßgeblich durch die Nachschubtruppe eingerichtet und betrieben. Besondere Bedeutung hatten die Depots im Kalten Krieg für die Mobilmachung des Territorialheeres. Das Spektrum der gelagerten und transportierten Güter ist vielfältig. Unterschieden wird im Wesentlichen in:
- Mengenverbrauchsgüter (MVG): Güter die verbraucht und von der Truppe in großen Mengen benötigt werden. Dazu zählen in erster Linie Munition, Kraftstoff und Verpflegung.
- Einzelverbrauchsgüter (EVG): Nachschubgüter, die einem Verschleiß unterliegen, aber entweder nur bei Bedarf oder in kleinen Stückzahlen an die Front geliefert werden müssen.
- Nichtverbrauchsgüter (NVG): Alles, was normalerweise keinem Verschleiß unterliegt. Also zum Beispiel Großgerät wie Fahrzeuge etc.

In den Bereich der Nachschubtruppe fällt im Verteidigungsfall auch die Zustellung der Feldpost, deren sonstige Aufgaben in den Bereich der Streitkräftebasis fallen. Zur Verpflegung hätte die Nachschubtruppe im Verteidigungsfall im Kalten Krieg eigene Bäckereien, Schlachtereien sowie Hygieneeinrichtungen wie Bäder und Wäschereien (im Auslandseinsatz sind dazu heute vorrangig die Spezialpioniere zuständig) betrieben. Im Verteidigungsfall ist die Nachschubtruppe außerdem für den Abtransport von Beutematerial zuständig.

## Ausbildung
Die lehrgangsgebundene Ausbildung der Nachschub- und Transportanteile der Heereslogistiktruppen übernimmt federführend die Logistikschule der Bundeswehr in Garlstedt für Logistikkräfte aller Teilstreitkräfte und Organisationsbereiche. Die Logistikschule der Bundeswehr ist Teil der Streitkräftebasis, hat ihre Wurzeln aber maßgeblich in der ehemaligen Nachschubschule des Heeres. Zentrale Ausbildungsstätte für das militärische Tragtierwesen ist das Einsatz- und Ausbildungszentrum für Tragtierwesen 230 in Bad Reichenhall.
Die lehrgangsgebundene Ausbildung der Instandsetzungsteile der Heereslogistiktruppen übernimmt federführend die Technische Schule des Heeres in Aachen. Die Technische Schule des Heeres (TSH) ist für die teilstreitkräftegemeinsame und organisationsbereichübergreifende Ausbildung der Instandsetzer zuständig. Gelehrt wird aber nur die Instandsetzung für landgebundene Waffensysteme und Elektronik, soweit diese Geräte bei den Truppen von Heer und Streitkräftebasis Verwendung finden. Kommandeur der Schule ist gleichzeitig der General der Heereslogistiktruppen. Der General der Heereslogistiktruppen ist in besonderer Weise für die Ausbildung der Heereslogistiktruppen, also auch der Nachschub- und Transportanteile, verantwortlich. Für die Weiterentwicklung der Truppengattung ist seit Juni 2013 das Amt für Heeresentwicklung zuständig.

## Geschichte

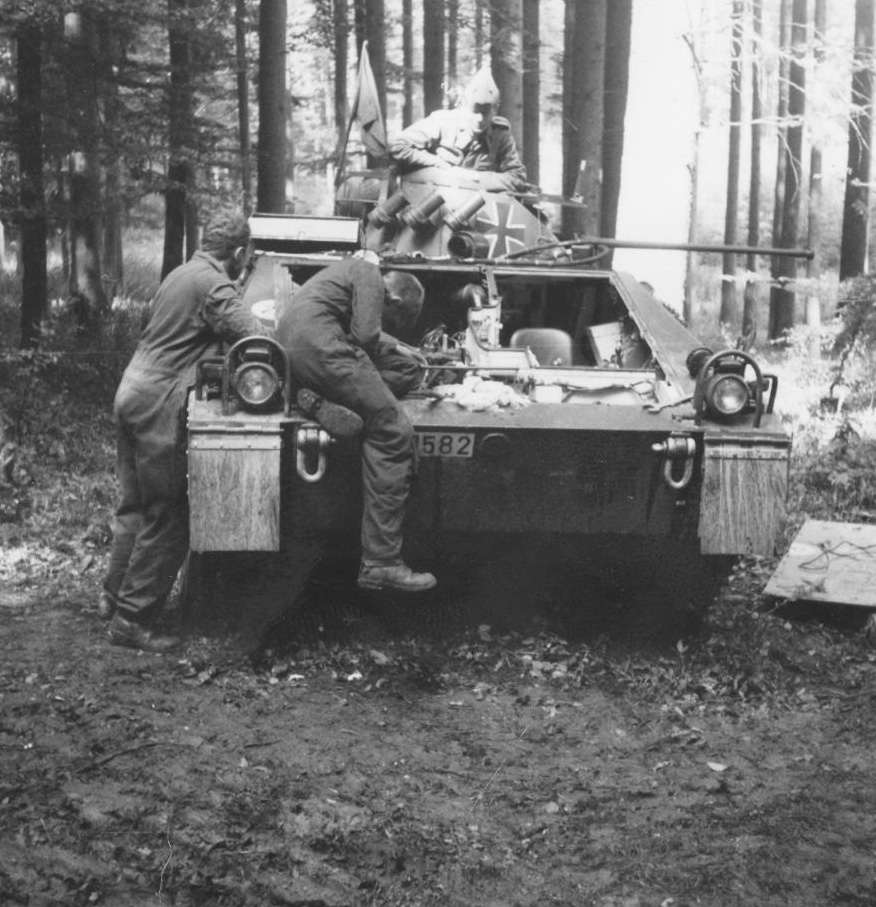
Feldinstandsetzung (Motorentausch) Spz Hotchkiss (1968)

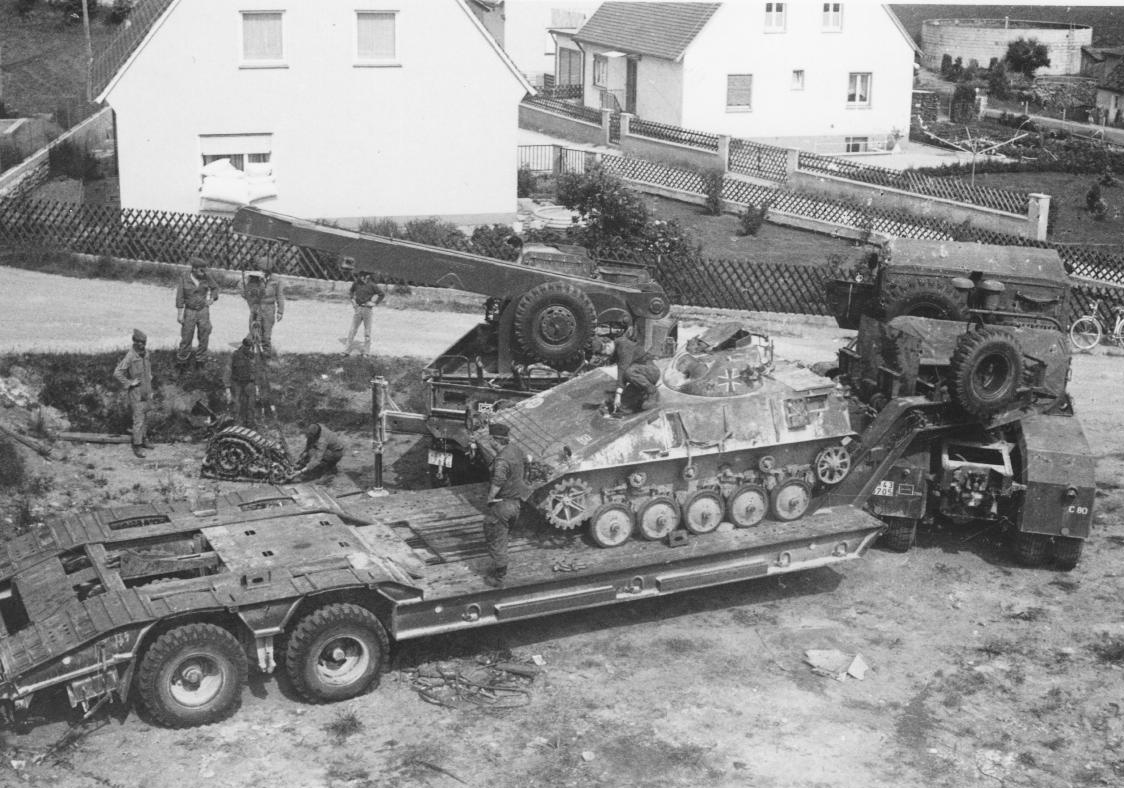
Abtransport Spz Hotchkiss ohne Gleiskette, links (1968)

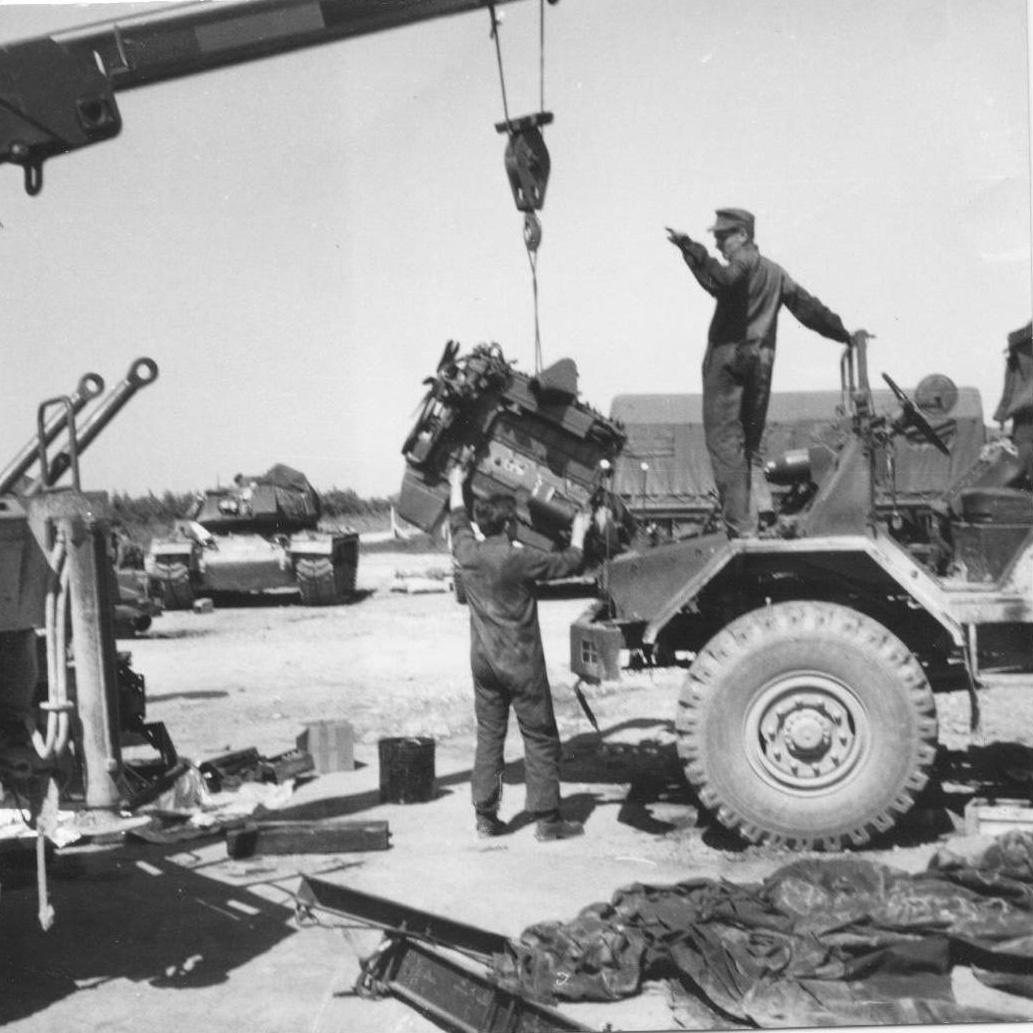
Feldinstandsetzung (1969)

Die Heereslogistiktruppe hat ihre Wurzeln in der Quartiermeister- und Feldzeugtruppe. Als ersten Schritt zum Aufbau der beiden Truppengattungen wurden im Gründungsjahr der Bundeswehr 1956 die „Feldzeug-Truppenschule“ in Sonthofen sowie die „Quartiermeister-Truppenschule“ in Andernach aufgestellt. Die Quartiermeistertruppe entsprach der späteren Nachschubtruppe. Die Feldzeugtruppe entsprach der späteren Instandsetzungstruppe. Truppenteile der beiden Truppengattungen wurden völlig analog bezeichnet: Quartiermeisterkompanie, Feldzeugbataillon usw. 1959 erhielten die Feld- und Quartiermeistertruppe ihre heutigen Bezeichnungen Instandsetzungs- und Nachschubtruppe. An der Spitze standen zuletzt der General der Nachschubtruppe und der General der Instandsetzungstruppe. Mit der zunehmend komplexeren Technik im Kalten Krieg wurden spezielle Truppenteile zur Wartung und Instandsetzung der Elektronik im Heer aufgestellt. Im Rahmen des WHNS übernahmen die beiden Truppengattungen wichtige Aufgabe rund um die Wartung und den Nachschub amerikanischer „Sonderwaffen“. Zeitweilig bildeten die beiden Truppengattungen Instandsetzungs- und Nachschubtruppe (zeitweilig zuzüglich Sanitätstruppe) die Technische Truppe des Heeres mit entsprechend benannten Truppenschule. Die beiden Truppengattungen waren also in der Geschichte bereits häufig auf das engste verknüpft. In der Geschichte des Heeres waren davor auch immer wieder gemischte Einheiten und Verbände gebildet worden, die sich aus diesen Teilbereichen der heutigen Heereslogistiktruppe zusammensetzten. Dazu zählen bzw. zählten die Stabskompanien, Versorgungsbataillone, Logistikbrigaden und gemischte Nachschubverbände. Folgerichtig entstand durch Neuordnung der Truppengattungen im Zuge der Transformation der Bundeswehr (Bekanntgabe im Kommandeurbrief des Inspekteurs des Heeres vom 17. Oktober 2005) aus den damals eigenständigen Truppengattungen Nachschubtruppe, Instandsetzungstruppe und den Transporteinheiten des Heeres die Heereslogistiktruppe. Anstelle der Generale der Nachschub- und Instandsetzungstruppe wurde die Dienststellung General der Heereslogistiktruppe geschaffen. Erstes Logistikbataillon der Bundeswehr war das 2002 aufgestellte und inzwischen wieder aufgelöste Logistikbataillon 51. In der Streitkräftebasis sind heute ein Großteil der heutigen Kräfte für Nachschub, Transport und Instandsetzung der Bundeswehr angesiedelt. Im Heer verblieben vor allem die Truppenteile, die unmittelbar die logistische Unterstützung bis hin zur Gefechtslogistik für die Kampftruppen des Heeres unmittelbar sicherstellen. Den logistischen Grundbetrieb im Frieden zu sichern, ist dagegen vorrangig Aufgabe der Truppenteile der Streitkräftebasis. Neue Aufgaben für die Heereslogistiktruppe erwuchsen der Truppe durch die „Übernahme“ der bisher organisch in die Truppenteile des Heeres eingegliederten Wartungs- und Instandsetzungszüge der Stabs- und Versorgungskompanien, die auf niedrigeren Materialerhaltungsstufen bisher direkt bei den Truppenteilen deren Gerät wartete und instand setzte. Im Einsatz und im Heimatland, wurde seit Ende des Kalten Krieges die Kooperationen mit privatwirtschaftlichen Unternehmen und zivilen Behörden auf dem Gebiet der Logistik ausgebaut. Beispiele dafür sind die Heeresinstandsetzungslogistik, die originäre Aufgaben der Instandsetzungstruppe übernimmt, sowie die Gründung der Bundeswehr-Dienstleistungszentren, die wichtige Versorgungsaufgaben in den Garnisonen übernimmt, wobei zu beachten ist, dass viele dieser Funktionen schon vor der Transformation von den Standortverwaltungen geleistet wurden und daher bereits zivil organisiert waren.

## Organisation

### Einordnung
Die Heereslogistiktruppen sind eine Truppengattung im Heer der Bundeswehr, die zu den Einsatz- und Führungsunterstützungstruppen zählt. Die Heereslogistiktruppen bestehen aus den ehemals getrennten Truppengattungen Nachschubtruppe inklusive der Transporteinheiten des Heeres und der Instandsetzungstruppe. Auf Ebene der Bataillone und Regimenter erbringt die Heereslogistiktruppe direkt mit den eingegliederten Versorgungsdiensten Leistungen unmittelbar bei der Truppe. Konkret wurden beispielsweise die ehemals zu einem Panzer- oder Panzergrenadierbataillon gehörenden Instandsetzungszüge der Stabskompanien heute durch die logistischen Dienstleister ersetzt. Neben den zu den Heereslogistiktruppen zählenden Truppenteilen haben aber viele anderen Verbände im Heer eigene Transport-, Nachschub-, Material- und Instandsetzungsgruppen. Diese auf Ebene der Regimenter, Bataillone und Kompanien für die Logistik zuständigen Kräfte (Versorgungsdienste), sind häufig weiterhin organischer Teil dieser Truppenteile und zählen zu der Truppengattung, dem ihr übergeordneter Truppenteil zugeordnet ist. Sie arbeiten aber eng mit den Heereslogistiktruppen zusammen. Große Transportkapazitäten besitzen im Heer vor allem die Transporthubschrauberregimenter der Heeresfliegertruppe. Diese sind aber Teil der Heeresfliegertruppe und zählen nicht zu den Heereslogistiktruppen, die ausschließlich landgebundene Transportkapazitäten umfassen. Nicht zur Heereslogistiktruppe, sondern überwiegend zur Pioniertruppe zählen nicht (bzw. zählten auch nicht zur Nachschubtruppe) die Kräfte zum Betrieb der NATO-Pipeline, die das Rückgrat des Kraftstoffnachschubes in der Bundesrepublik darstellte. Die ebenfalls im Kalten Krieg von der Bundeswehr betriebenen Fähren zählten nicht zu den Truppenteilen der Nachschub- oder Transporttruppe, sondern waren ebenfalls Teil der Pioniertruppe (Flusspioniere).
Die Heereslogistiktruppen sind ihrem Namen entsprechend eine Truppengattung, die ausschließlich im Heer zu finden ist. In der Streitkräftebasis werden vergleichbare Kräfte, einschließlich der Heeresuniformträger in der Streitkräftebasis, unter der Bezeichnung „Logistiktruppe“ zusammengefasst. Auch die anderen Teilstreitkräfte und militärischen Organisationsbereiche besitzen vergleichbare logistische Kräfte. Dort werden aber keine Truppengattungen definiert, so dass eine (Heeres-)Logistiktruppe im engeren Sinn nur in der Streitkräftebasis und im Heer besteht. In der Marine sind Logistikkräfte unter anderem in den „60er-Verwendungsreihen“ (Logistik und Stabsdienst) zusammengefasst. In der Luftwaffe sind vor allem im Dienstbereich „Technischer Dienst/Versorgungsdienst“ viele Logistikkräfte der Luftwaffe vertreten.
Die Heereslogistiktruppen bilden im dreistufigen logistischen System der Bundeswehr die logistische Stufe 2 ab.

### Aktive Truppenteile

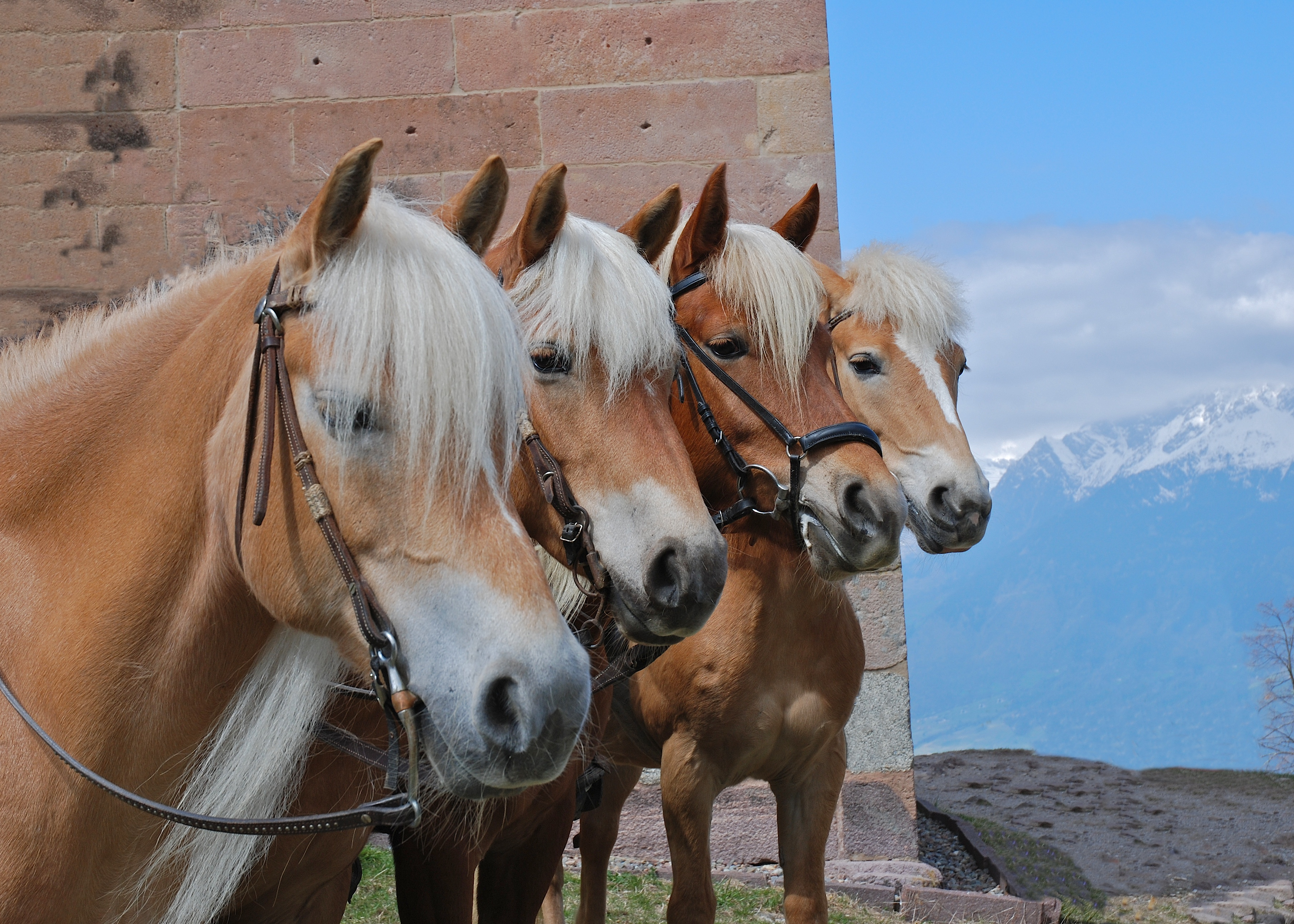
Haflinger werden in der Heereslogistiktruppe als Reit- und Tragtier eingesetzt

Im Zuge der Neuausrichtung der Bundeswehr wurden die Heereslogistiktruppen umgegliedert und die Verbände in Versorgungsbataillone (VersBtl) umbenannt. Bei der Einbindung in multinationale Übungen, Einsätze oder Verbände, z. B. im Rahmen der NATO Response Force, werden sie auf Englisch mit Combat Service Support Battalion (CSS Bn) bezeichnet.
Zu den Heereslogistiktruppen zählen außerdem weitere Anteile an multinationalen Versorgungsverbänden. Für die logistische Unterstützung der Luftlandetruppen der Bundeswehr besitzen die beiden Fallschirmjägerregimenter mit ihren 8. Kompanien jeweils eine Luftlandeversorgungskompanie. Diese Kompanien beinhalten neben einer Umschlag-/Transportstaffel und einem Instandsetzungszug auch einen Fallschirmgeräte-/Luftumschlagzug und einen Luftumschlagzug. Somit besitzen beide Kompanien die Fähigkeit des strategischen, als auch taktischen Luftumschlags. Das Gebirgsversorgungsbataillon 8 ist zur Logistik im schwierigen Gelände oder unter ungünstigen klimatischen Bedingungen befähigt. Das Einsatz- und Ausbildungszentrum für Tragtierwesen 230 bündelt die Fähigkeiten des Heeres im militärischen Tragtierwesen des Heeres. Ihre Maultiere und Haflinger sind neben den Diensthunden der Bundeswehr die einzigen Tiere in Diensten der Bundeswehr und gehören zu den publikumwirksamsten Heeresangehörigen überhaupt. In gebirgigem Gelände und bei schlechtem Wetter sichern die Tragtiere den Nachschub in schwierigem Gelände.

#### Truppenteile der Heereslogistiktruppen der Bundeswehr
|                                                                                  | Bezeichnung                                                  | Ort                    | Verband                      | Stationierungskonzept 2011                                                                           |
| -------------------------------------------------------------------------------- | ------------------------------------------------------------ | ---------------------- | ---------------------------- | --- |
| Internes Verbandsabzeichen Versorgungsbataillon 4                                | Versorgungsbataillon 4                                       | Roding                 | Panzerbrigade 12             | am 18. Juli 2014 aus dem LogBtl 4 gebildet                                                           |
| Internes Verbandsabzeichen Versorgungsbataillon 7                                | Versorgungsbataillon 7                                       | Unna                   | Panzerbrigade 21             | am 1. Juli 2015 aus dem LogBtl 7 gebildet                                                            |
| Internes Verbandsabzeichen Gebirgsversorgungsbataillon 8                         | Versorgungsbataillon 8                                       | Füssen                 | 10. Panzerdivision           | bis Mitte 2014 Gebirgslogistikbataillon 8 und bis März 2024 Teil des Gebirgsjägerbrigade 23          |
| Internes Verbandsabzeichen Versorgungsbataillon 131                              | Versorgungsbataillon 131                                     | Bad Frankenhausen      | Panzergrenadierbrigade 37    | am 1. Juli 2015 aus dem LogBtl 131 gebildet                                                          |
| Internes Verbandsabzeichen Versorgungsbataillon 141                              | Versorgungsbataillon 141                                     | Neustadt am Rübenberge | Panzerlehrbrigade 9          | am 1. Juli 2015 aus dem LogBtl 141 gebildet                                                          |
| Internes Verbandsabzeichen Versorgungsbataillon 142                              | Versorgungsbataillon 142                                     | Hagenow                | Panzergrenadierbrigade 41    | am 1. Oktober 2015 aus dem LogBtl 142 gebildet                                                       |
| Internes Verbandsabzeichen Versorgungsbataillon 7                                | dt. Anteil Versorgungsbataillon Deutsch-Französische Brigade | Müllheim               | Deutsch-Französische Brigade | |
| Internes Verbandsabzeichen Einsatz- und Ausbildungszentrum für Tragtierwesen 230 | Einsatz- und Ausbildungszentrum für Tragtierwesen 230        | Bad Reichenhall        | Gebirgsjägerbrigade 23       | |
|                                                                                  | Gebirgsversorgungskompanie 23                                | Bad Reichenhall        | Gebirgsjägerbrigade 23       | Mit rund 330 Dienstposten gehört die Einheit zu den größten eigenständigen Kompanien der Bundeswehr. |
|                                                                                  | 8./Fallschirmjägerregiment 26                                | Merzig                 | Luftlandebrigade 1           | am 1. April 2015 aus dem LLUstgBtl 262 gebildet                                                      |
|                                                                                  | 8./Fallschirmjägerregiment 31                                | Seedorf                | Luftlandebrigade 1           | am 1. Oktober 2014 aus dem LLUstgBtl 272 gebildet                                                    |
| internes Verbandsabzeichen                                                       | 3./Unterstützungskräfte Kommando Spezialkräfte               | Calw                   | Kommando Spezialkräfte       | |

#### Depots des Deutschen Heeres
Wenn auch nicht im engeren Sinne zur Heereslogistiktruppe zählend, haben folgende drei Depots besondere Bedeutung für die Logistik im Heer:
|  | Bezeichnung                       | Ort               | Verband       |
|  | --------------------------------- | ----------------- | ------------- |
|  | Zentrales Langzeitlager Herongen  | Herongen          | Kommando Heer |
|  | Zentrales Langzeitlager Pirmasens | Pirmasens         | Kommando Heer |
|  | Zentraler Mobilmachungsstützpunkt | Brück / Neuseddin | Kommando Heer |

Diese Depots sind die letzten größeren verbliebenen Depots des Heeres. Die Depots dienen als Umschlagspunkt und zur Langzeitlagerung technischen Gerätes. Fahrzeuge werden dazu konserviert, d. h. ohne Betriebsstoffe und bei Kettenfahrzeugen ohne gespannten Ketten, eingelagert und erst im Falle der Mobilmachung wieder betriebsbereit gemacht. Außerdem werden in den Depots auszusteuernde Fahrzeuge zerlegt, Ersatzteile entnommen und diese dann der aktiven Truppe zur Verfügung gestellt. Teilweise werden Fahrzeuge auch komplett technisch instand gesetzt und der Truppe zugeführt. Der Rest wird dann der endgültigen Verschrottung zugeführt.

## Ausrüstung

### Fahrzeuge

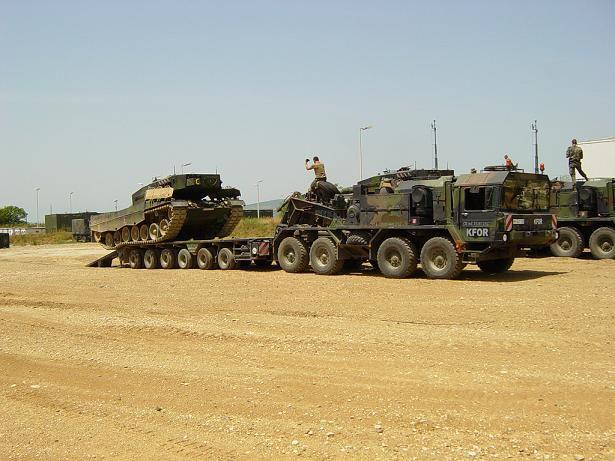
Schwerlasttransporter Elefant

Die Heereslogistiktruppe verfügt über umfangreiches Gerät zur Erfüllung ihrer Aufträge, z. B.:
- Bergepanzer 2
- Bergepanzer 3 Büffel
- Fahrzeugkran leicht (FKL)
- Fahrzeugkran mittel (FKM)
- Schwerlasttransporter 50 t / 56 t / 70 t
- LKW 2t mil gl (Unimog)
- LKW 5t mil gl
- LKW 10 t mil gl
- LKW 15t mil gl MULTI
- Allschutz-Transportfahrzeug Dingo

Nachschub- und Transporteinheiten greifen dabei vor allem geländegängige LKW mit gepanzerter Fahrerkabine zurück, für den Transport größerer Fahrzeuge auf die verschiedenen Schwerlasttransporter. Verschiedene Bergepanzer und Fahrzeugkräne ermöglichen die Bergung anderer Fahrzeuge und ermöglichen die Feldinstandsetzung (die Bergepanzer durch Kranarm) des Wehrmaterials. Der ATF Dingo dient der Sicherung der Heereslogistiktruppe.

### Uniform
Die Waffenfarbe der Heereslogistiktruppen, gezeigt beispielsweise als Farbe der Litzen und Kragenspiegel, ist Mittelblau. Die Waffenfarbe der Quartiermeistertruppe war bei Wiedereinführung der Kragenspiegel zunächst hellblau. 1962 erhielt die Technische Truppe (d. h. Instandsetzung und Nachschub) einheitlich mittelblaue Kragenspiegel.
Die Farbe des, allerdings relativ selten getragenen, Baretts ist korallenrot. Beim Barettabzeichen gibt es aufgrund der verschiedenartigen Wurzeln der Heereslogistiktruppen zwei verschiedene Barettabzeichen. Dies ist ungewöhnlich in der Bundeswehr, in der die meisten Truppengattungen, sollten nicht besondere truppendienstliche Unterstellungen davon abweichendes bedingen, nur ein Barettabzeichen aufweisen. Nach der Ausplanung der Heereslogistiktruppen wurde aber kein einheitliches Barettabzeichen befohlen, sondern die Barettabzeichen der aufgelösten Nachschubtruppe und der Instandsetzungstruppe fortgeführt. In der Heereslogistiktruppe tragen die Instandsetzungskompanien das Barettabzeichen der aufgelösten Instandsetzungstruppe, die Nachschub- und Transporteinheiten das Barettabzeichen der aufgelösten Nachschubtruppe.
Das Barettabzeichen der Instandsetzungseinheiten zeigt ein vom Eichenkranz eingefasstes Feldzeugzeichen (Schraubenschlüssel, Kanonenrohr, Zahnrad). Das Feldzeugzeichen deutet darauf hin, dass die Instandsetzung in den Anfangsjahren des Heeres als Feldzeugtruppe bezeichnet wurde. Die Barette der Nachschub- und Transporteinheiten zeigen einen vom Eichenkranz eingefassten Flügelstab (Caduceus) mit Eisenbahnrad, der auf die Anfänge als Trainverbände verweist.
Die Uniform der Heereslogistiktruppen entspricht der Uniform der Heeresuniformträger in der Logistiktruppe der Streitkräftebasis.

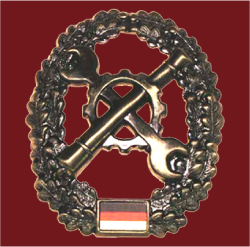
Barettabzeichen und Barettfarbe Instandsetzungstruppe
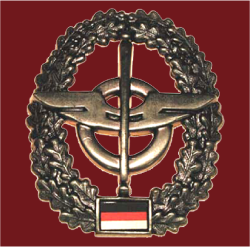
Barettabzeichen und Barettfarbe Nachschubtruppe
Kragenspiegel

### Militärische Symbole
Die Heereslogistiktruppen verwenden vielfältige Militärische Symbole für ihre Truppenteile, z. B. einen Schraubenschlüssel für Instandsetzung oder ein Speichenrad für Transport. Einige Beispiele sind umstehend abgebildet.

Militärisches Symbol eines Versorgungsbataillons[10]
Militärisches Symbol für Instandsetzung
Militärisches Symbol für Transport
Militärisches Symbol für Nachschub[11]

## Dienstgradbezeichnungen
Niedrigster Dienstgrad in den meisten Truppenteilen der Heereslogistiktruppen und weiterer Truppengattungen ist der Schütze. Er entspricht dem Dienstgrad Jäger, Funker, Panzergrenadier usw. (→ vgl. hier) anderer Truppengattungen. Die übrigen Dienstgrade entsprechen den allgemeinen Dienstgraden der Bundeswehr.
| Mannschaftsdienstgrad |         |                    |
| Niedrigerer Dienstgrad |         | Höherer Dienstgrad |
| - | Schütze | Gefreiter          |
| Dienstgradgruppe: Mannschaften – Unteroffiziere o.P. – Unteroffiziere m.P. – Leutnante – Hauptleute – Stabsoffiziere – Generale |         |                    |